# 里亚-锡拉克
里亚-锡拉克（法語：Ria-Sirach，法語發音：[ʁja siʁak] ⓘ）是法国东比利牛斯省的一个市镇，位于该省中部，属于普拉德区。该市镇于1822年由原市镇里亚（Ria）和锡拉克（Sirach）合并而成。

## 地理
里亚-锡拉克（42°36'30"N, 2°23'59"E）面积12.82 平方千米，位于法国奧克西塔尼大區东比利牛斯省，该省份为法国大陆部分最南部的省份，涵盖了北加泰罗尼亚，北起奥德省，西接阿列日省和安道尔，南与西班牙接壤，东临地中海。
与里亚-锡拉克接壤的市镇（或旧市镇、城区）包括：康波姆、卡亚、普拉德、科达莱特、托里尼亚、菲约尔斯、科尔内亚德孔夫朗、孔夫朗自由城、科纳、莫塞特。

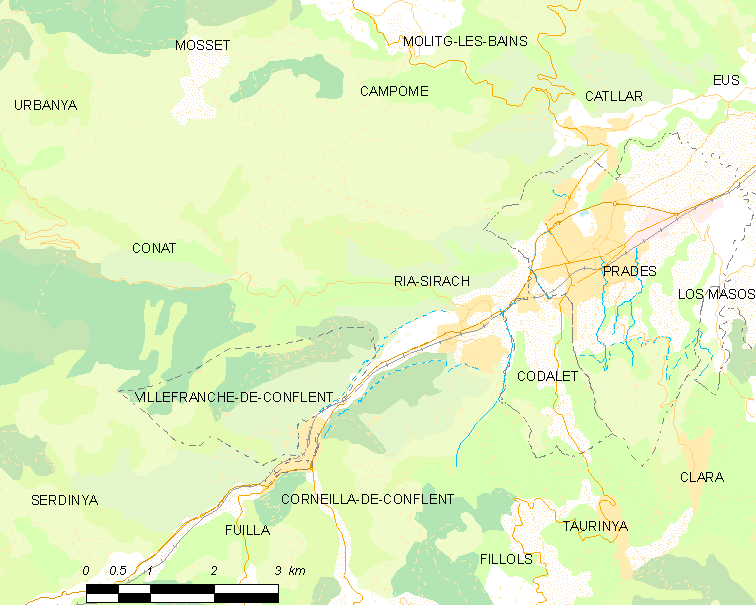
里亚-锡拉克的OSM定位图

里亚-锡拉克的时区为UTC+01:00、UTC+02:00（夏令时）。

## 行政
里亚-锡拉克的邮政编码为66500，INSEE市镇编码为66161。

## 政治
里亚-锡拉克所属的省级选区为加泰罗尼亚比利牛斯县。

## 人口

1962-2008年间里亚-锡拉克人口变化图示

里亚-锡拉克于2022年1月1日时的人口数量为1294人。